# Soredium

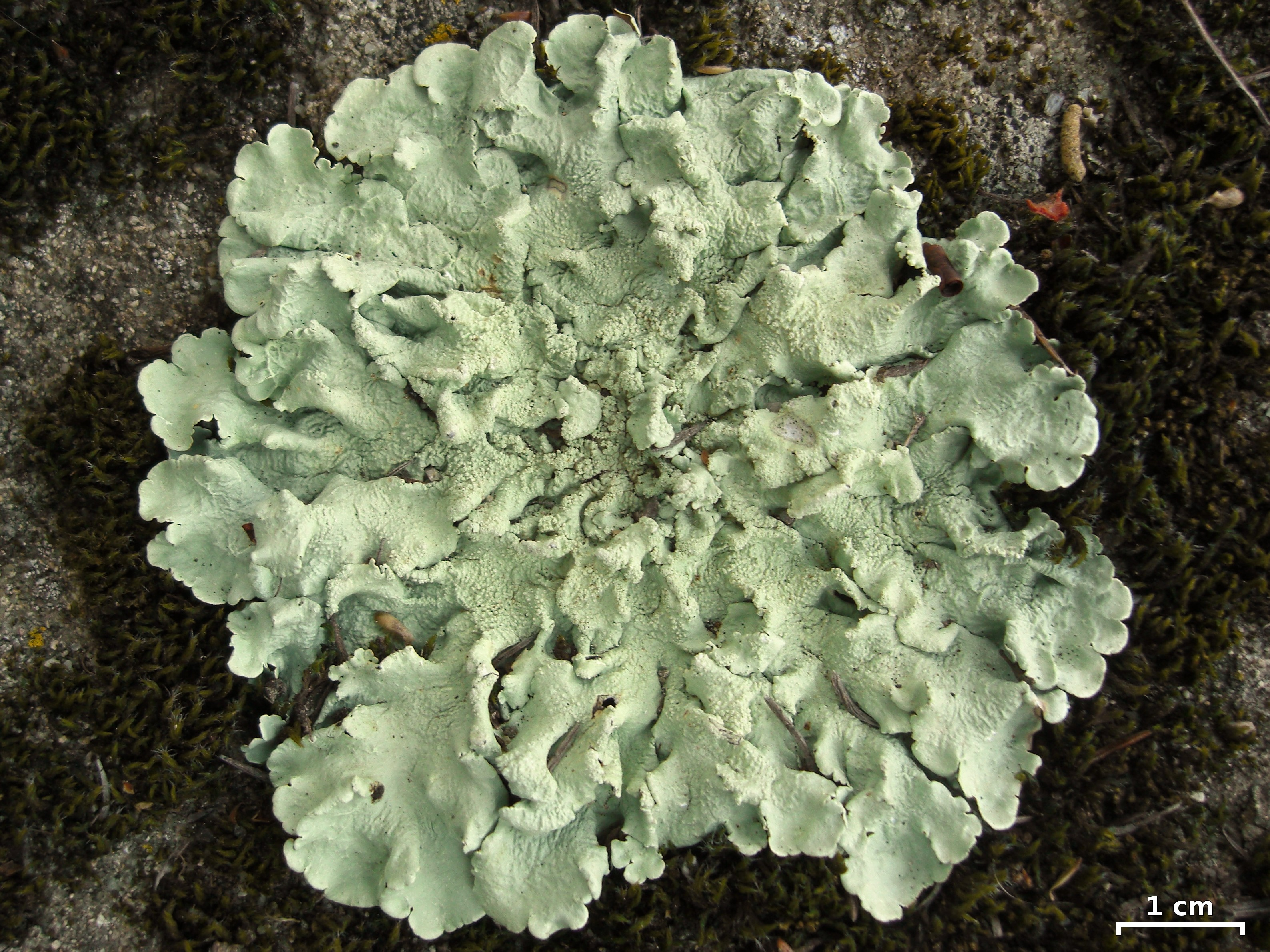
Bosschildmos (Flavoparmelia caperata) met sorediën op het thallus.

Een soredium (meervoud: sorediën) is een orgaan bij korstmossen die bestaan uit een los weefsel van hyfen met algencellen. 
Sorediën worden gevormd in soralen, die verschillende vormen kunnen hebben. Ze hebben een functie bij de vegetatieve vermeerdering. Sorediën worden gevormd door korstmossen uit veel verschillende groepen.
Naast sorediën kunnen korstmossen voor de vegetatieve vermeerdering ook isidiën vormen, kleine uitgroeisels die gemakkelijk kunnen afbreken. Soms komen zowel sorediën als isidiën voor bij een 'plant'.

## Morfologie

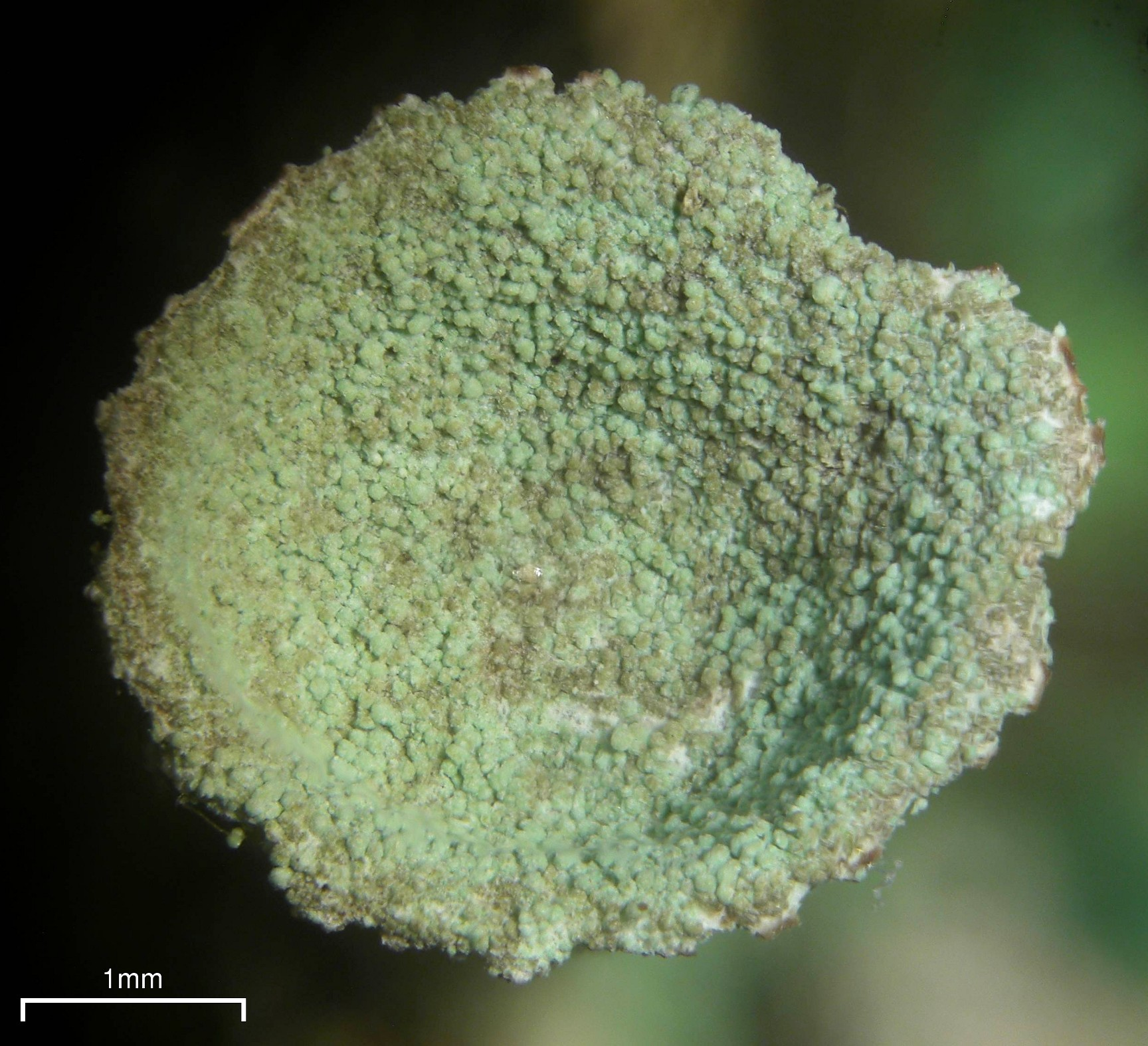
Soredieus podetium van fijn bekermos.

Zeer kleine sorediën worden vaak 'poeder' genoemd. Grote, grovere sorediën noemt men 'korrels'.